# مارك تشيري
مارك تشيري (بالإنجليزية: Marc Cherry)‏ هو منتج أفلام وكاتب سيناريو أمريكي، ولد في 23 مارس 1962 في لونغ بيتش في الولايات المتحدة.

## وصلات خارجية
- مارك تشيري على موقع IMDb (الإنجليزية)
- مارك تشيري على موقع ألو سيني (الفرنسية)
- مارك تشيري على موقع ميوزك برينز (الإنجليزية)
- مارك تشيري على موقع قاعدة بيانات الفيلم (الإنجليزية)
- مارك تشيري على موقع كينوبويسك (الروسية)